# Matthew Abood
Matthew Abood (né le 28 juin 1986 à Sydney) est un nageur australien en activité spécialiste des épreuves de sprint en nage libre. En 2011, alors que son palmarès était jusqu'alors vierge de toute récompense en compétition internationale, il décroche la médaille d'or au titre du relais 4 × 100 m nage libre lors des Championnats du monde organisés à Shanghai (Chine). Aligné en troisième relayeur au sein d'un quatuor composé de James Magnussen, Matthew Targett et Eamon Sullivan, il contribue à une surprenante victoire australienne aux dépens des Français et des Américains favoris de la course. En 3 min 11 s 00, les quatre hommes réalisent le meilleur temps de l'histoire vêtus de tenues en textile.
Sacré à deux reprises champion d'Australie en grand bassin sur 50 m (en 2009 et 2011), c'est en petit bassin qu'il détient deux records d'Océanie, ceux des 50 (20 s 89) et 100 m nage libre (45 s 46), réalisés en combinaison en polyuréthane en 2009.

## Palmarès

### Championnats du monde
| Épreuve              | Édition                            | Édition                            | Édition |
| Épreuve              | Rome 2009                          | Shanghai 2011                      |         |
| 50 m nage libre      | 14e temps des demi-finales 21 s 74 | 12e temps des demi-finales 22 s 16 |         |
| 100 m nage libre     | 17e temps des séries 48 s 45       | —                                  |         |
| 4 × 100 m nage libre | 8e 3 min 12 s 40                   | Or 3 min 11 s 00                   |         |

| Épreuve                | Édition                            | Édition |
| Épreuve                | Dubaï 2010                         |         |
| 50 m nage libre        | 14e temps des demi-finales 21 s 48 |         |
| 100 m nage libre       | 5e 46 s 40                         |         |
| 4 × 100 m nage libre   | 5e 3 min 6 s 18                    |         |
| 4 × 100 m quatre nages | 5e 3 min 24 s 46                   |         |

## Records personnels
| Épreuve          | Temps   | Compétition           | Lieu         | Date            |
| 50 m nage libre  | 21 s 74 | Championnats du monde | Rome, Italie | 31 juillet 2009 |
| 100 m nage libre | 48 s 35 | Championnats du monde | Rome, Italie | 26 juillet 2009 |

| Épreuve          | Temps         | Compétition    | Lieu              | Date             |
| 50 m nage libre  | 20 s 89 (ROc) | Coupe du monde | Berlin, Allemagne | 15 novembre 2009 |
| 100 m nage libre | 45 s 46 (ROc) | Coupe du monde | Singapour         | 21 novembre 2009 |